# América FC (Manaus)
América Futebol Clube – brazylijski klub piłkarski z siedzibą w mieście Manaus, stolicy stanu Amazonas.
Klub znany jest na ogół jako América, a dla odróżnienia od innych klubów o tej samej nazwie często używa się nazwy América de Manaus (pol. America z Manaus), a skrócona nazwa klubu zapisywana jest w postaci América-AM.

## Osiągnięcia
- Mistrz stanu Amazonas (Campeonato Amazonense) (6): 1951, 1952, 1953, 1954, 1994, 2009
- Wicemistrz stanu Amazonas (2): 1978, 1988
- Torneio Início do Campeonato Amazonense (4): 1955, 1965, 1986, 1996

## Historia
Klub América Futebol Clube założyli 2 sierpnia 1939 roku bracia Arthur i Amadeu Teixeira Alves. Klub nazwano na wzór słynnego klubu America FC z Rio de Janeiro. W początkach istnienia jedynymi piłkarzami klubu byli uczniowie miejscowej szkoły Dom Bosco.
W latach 1951–1954 klub zdobył mistrzostwo stanu Amazonas cztery razy z rzędu.
W roku 1981 América wzięła udział w rozgrywkach trzeciej ligi brazylijskiej (Campeonato Brasileiro Série C), którą zwano w tym czasie Taça de Bronze. Klub wyeliminowany został już w pierwszej rundzie przez drużynę Izabelense ze stanu Pará.